# Amplifier
Gli Amplifier sono una band rock inglese proveniente da Manchester. La band ha pubblicato sette album e otto EP dal suo inizio nel 1999. La loro musica è stata descritta come "Soundgarden, Tool, Black Sabbath, Oceansize e Pink Floyd che prendono abbondanti quantità di sostanze che alterano la mente e si avventurano durante un viaggio attraverso il tempo e lo spazio (in un'altra dimensione), e poi di nuovo."  La loro musica è caratterizzata dagli effetti dei pedali del chitarrista Sel Balamir, dalla complessa batteria di Matt Brobin, sezioni pesanti estese, composizioni da atmosfera e testi filosofici.
Il loro album di debutto omonimo, Amplifier, è stato pubblicato nel 2004 da Music for Nations. Il loro secondo album, Insider è stato pubblicato in Europa nel 2006 sull'etichetta SPV. Il loro terzo album, The Octopus, è stato distribuito ai fan nel dicembre 2010 in vista di un'uscita completa nel gennaio 2011. Il loro quarto album, Echo Street, è stato pubblicato nel 2013 e il quinto album, Mystoria, è stato pubblicato a settembre 2014. Il sesto album Trippin' With Dr. Faustus è stato pubblicato in giugno 2017, mentre il settimo album Hologram è uscito ad aprile 2023. Sono spesso citati come una delle band più sottovalutate della scena rock del Regno Unito, sebbene mantengano un forte seguito di culto in tutta Europa.

## Storia
Inizio carriera e Amplifier (1998-2005)
Dopo essersi formati intorno al 1998, gli Amplifier hanno fatto un tour nel Regno Unito, registrato alcune demo e hanno inviato CD promozionali alle etichette e alla stampa. Dopo aver firmato nel maggio 2002 con l'etichetta Inglese Music for Nations, agli Amplifier è stato chiesto di fare da gruppo spalla ai Deftones al teatro Apollo di Manchester. Dopo i due singoli "The Consultancy" (lato B "Glory Electricity") e "Neon" (lato B "BoomTime" e "Throwayway"), l'album di debutto omonimo della band, Amplifier, è stato pubblicato il 6 giugno 2004 da Music for Nations - che è una etichetta distributiva consociata della più grande Zomba Records - ed è stato accolto molto bene dai media e dai critici inglesi. Oltre alla classica edizione in jewel case da 10 tracce standard, l'album è stato pubblicato come Digipak a 13 tracce. Le tracce extra erano i due pezzi ("Drawing No 1" e "Drawing No 2") e la nuova traccia "Half-Life".
L'etichetta ha esaurito i fondi ed è stata acquistata da Sony, che non era interessata a lavorare con band più piccole. Dopo aver riacquistato indietro i diritti per l'album, la band è andata a caccia di etichette. Nel 2005, hanno firmato un accordo con SPV (Germania). Il debutto è stato ripubblicato nel maggio 2005 con un secondo disco contenente i tre lati B ("Glory Electricity", "BoomTime" e "Throwayway") più "Half-Life" e i video per i singoli "The Consultancy" e "Neon".
Durante tutto il 2005, la band si è esibita in tour sia per il Regno Unito che per l'Europa. L'EP "The Astronaut Dismantles HAL", che contiene 6 canzoni e una traccia nascosta, è stato pubblicato il 17 ottobre 2005. Nel 2006, la band ha suonato in numerose date di festival, tra cui l'apertura del palco principale al Download Festival nel Regno Unito.
Insider (2006–2008)
Il loro secondo album, intitolato Insider, include 12 tracce, tre delle quali sono state pubblicate su MySpace della band prima dell'uscita dell'album. La band ha anche registrato tracce extra da utilizzare come futuri lati B. L'album è stato pubblicato il 29 settembre 2006 in Germania e Austria e il 2 ottobre nel resto dell'Europa su SPV in un Digipak con libretto di 12 pagine. "Procedures" è stato scelto come singolo radio per promuovere l'album ed è stato trasmesso anche da Zane Lowe su Radio One. Nessun singolo dell'album è stato pubblicato. Un video per "Procedures" è stato girato durante lo spettacolo di Monaco della band, nel tour europeo.
Dopo il loro tour nel Regno Unito ed europeo, gli Amplifier sono stati il principale gruppo spalla per il tour europeo degli Opeth. Durante il loro tour europeo all'inizio del 2007 sono stati supportati dalla band indie svizzera Cloudride. Prima di prendersi del tempo per scrivere e registrare il loro terzo album, gli Amplifier erano il principale gruppo spalla ai Porcupine Tree nel loro tour nel Regno Unito nell'aprile 2007.
The Octopus (2009-2012)
Nel marzo 2008, gli Amplifier hanno confermato che stavano registrando contemporaneamente il loro terzo e quarto album. Nel gennaio 2010, gli Amplifier hanno confermato che ciò era cambiato e che avevano pianificato di pubblicare le opere combinate come doppio album, chiamato The Octopus. L'album è stato pubblicato online un anno dopo nel 2011, rapidamente seguito da una versione completa il 21 febbraio 2011. È stato accolto con un successo generalmente positivo sulla stampa. Dopo che la sua ex band Oceansize si era sciolta, il chitarrista Steve Durose si è unito agli Amplifier per il loro tour del 2011. A metà 2012 la band ha annunciato la partenza di Neil Mahony, che è stata sostituita da Alexander "Magnum" Redhead per il tour della band di spalla agli Anathema lo stesso anno.
Echo Street e l'EP Sunriders (2013–2014)
Il loro quarto album Echo Street è stato pubblicato nel marzo 2013. La band ha dichiarato di aver registrato l'album in sessanta giorni. È anche il loro primo sforzo sotto la loro nuova etichetta discografica, Kscope e il primo a entrare in classifica, raggiungendo il picco al numero 90 nella classifica degli album tedeschi. La band ha iniziato a esibirsi in tournée nell'Europa continentale e nel Regno Unito in primavera, dopo aver suonato da headliners al Pearl Festival a Hyderabad, in India. Il 20 novembre 2013, l'EP Sunriders è stato diffuso online.
Mystoria e l' EP Residue (2014–2015)
La band si è trasferita all'etichetta di Superball Music all'inizio del 2014 e hanno poi iniziato a lavorare sul loro quinto album, Mystoria, registrando al Monnow Valley Studio nel maggio di quell'anno. L'album è stato pubblicato l'8 settembre 2014 nel Regno Unito e nell'Europa continentale e il 30 settembre negli Stati Uniti. È il loro primo disco ad entrare nella top 100 nel Regno Unito, raggiungendo il picco a 97 e al numero 91 nella classifica degli album tedeschi. La band riprese il tour aggiungendo date in Europa in ottobre e nel Regno Unito a novembre. La band ha pubblicato l'EP Residue, che era limitato a 500 copie ed è stata venduto nel tour.
Trippin' with Dr. Faust e Rockosmos (2016-2021)
Dopo l'uscita di Mystoria, la band ha deciso di avviare la propria etichetta indipendente, Rockosmos. Oltre a diffondere la propria musica attraverso di essa, hanno pubblicato band come Awooga, Dead Blonde Stars o Thumpermonkey tra gli altri. Nel giugno 2017, il sesto disco in studio della band, Trippin' with Dr. Faust è stato pubblicato in diversi formati. A partire da dicembre 2017, un EP di outtakes, chiamato Record era disponibile come download digitale. Nel 2018, gli Amplifier hanno ripubblicato il loro omonimo album di debutto acclamato dalla critica Amplifier sull'etichetta Rockosmos come CD e 2LP, seguito nell'aprile 2019 da The Octopus su 4LP. Questa è la prima versione in vinile per The Octopus, limitata a 500 copie. La riedizione di Insider in 2LP è seguita nell'ottobre 2021.
Hologram e Gargantuan (2022 - Present)
Nel dicembre 2022, gli Amplifier hanno pubblicato una nuova canzone, "Two Way Mirror", il primo singolo uscito del settimo album in studio, Hologram. Inizialmente, Sel Balamir ha menzionato Gargantuan come album seguito per Trippin' with Dr. Faust, tuttavia esso è ancora in fase di scrittura. Di conseguenza, cinque canzoni delle rispettive sessioni sono state raccolte e pubblicate come Hologram, mentre Gargantuan verrà diffuso in un secondo momento.  Due settimane prima della sua data di uscita ufficiale del 7 aprile, Hologram è stato presentato in anteprima online sul canale YouTube Rockosmos. Le fotografie promozionali includevano solo i due membri fondatori, Sel Balamir e Matt Brobin, che accennavano al fatto che al momento fossero gli membri degli Amplifier.
Esibizioni Live
La performance dal vivo degli Amplifier è dominata dall'uso da parte di Sel Balamir di molti effetti e loop controllati da una grande tavola di pedali e comandi, una disposizione simile (se non più piccola) utilizzata anche dal bassista. Le combinazioni di effetti portano a una quantità di suono molto maggiore di quella che il numero di artisti normalmente sarebbe in grado di produrre oltre che a suoni e paesaggi sonori insoliti che altrimenti richiederebbero musicisti aggiuntivi con strumenti diversi. Il tutto però senza diminuire la sensazione "dal vivo". Gli Amplifier hanno un seguito devoto come band dal vivo, in particolare nell'Europa continentale, e tra i membri della comunità musicale di Manchester.
Gli Amplifier hanno messo sul mercato un Box CD/DVD intitolato Live in Berlin in 2009, comprendente le seguenti tracce "Continuum", "Fall of the Empire", "Panzer", "Motorhead", "The Wave", "Interglacial Spell", "Interstellar" , "Golden Ratio" e "Neon".

## Membri
Membri Attuali
- Sel Balamir – chitarra e voce (1999–oggi)
- Matt Brobin – batteria (1999–oggi)

Membri in Esibizioni Live
- Tam Ali – basso e cori (2018–2020)

Membri Precedenti
- Neil Mahony - basso e cori (1999–2012)
- Alexander "Magnum" Redhead – basso e cori (2012–2018)
- Steve Durose – chitarra e cori (2011–2020)

## Discografia

### Album in studio
- 2004 - Amplifier
- 2006 - Insider
- 2010 - The Octopus
- 2013 - Echo Street
- 2014 - Mystoria
- 2017 - Trippin with dr. Faustus
- 2023 - Hologram

### Album Live
- 2009 - Hymn Of The Aten - Eternity Show
- 2013 - Live In Barcelona
- 2015 - Live At The Exchange
- 2018 - Live At Luxor
- 2020 - MCR/18

### EP
- 1999 - Untitled Demo
- 2005 - The Astronaut Dismantles HAL
- 2009 - Eternity
- 2011 - Fractal
- 2013 - Sunriders
- 2014 - Residue
- 2015 - Residue Part 2
- 2017 - Record

### Singoli
- 2003 - The Consultancy
- 2004 - Neon
- 2005 - Everyday Combat
- 2006 - Procedures